# Liberty Bell (Portland, Oregon)
Pour les articles homonymes, voir Liberty Bell.
La Liberty Bell ou Cloche de la Liberté à Portland dans l'Oregon aux États-unis, est une réplique de la Liberty Bell originale de Philadelphie. Initialement, une première réplique est achetée en 1962 et installée dans la rotonde de l'hôtel de ville (en) en 1964, mais elle est détruite le 21 novembre 1970 lors de l'explosion d'une bombe qui endommage également le portique est du bâtiment. Une seconde réplique est alors installée à l'extérieur de l'hôtel de ville peu après l'explosion (vers 1972), avec des fonds provenant de dons privés. La cloche est produite au sein de la Fonderie McShane à Baltimore et consacrée le 6 novembre 1975. Elle est répertoriée comme un mémorial des anciens combattants d'état par le Département des Affaires des anciens combattants de l'Oregon.

## Histoire de l’œuvre
Deux répliques de la Liberty Bell de Philadelphie ont été installées à Portland. La première réplique est achetée en 1962, pour la somme de 8 000 $. Elle est fabriquée à la Fonderie McShane de Baltimore avec une garantie de 25 ans contre la casse. La cloche arrive à Portland, en juin 1963, avec des dommages au niveau de la base lorsque la sculpture glissa de ses soutiens. Les réparations sont effectuées avant que la réplique ne parade au travers du centre-ville sur un camion à plateau pour ensuite être stockée jusqu'au Jour de l'Indépendance le 4 juillet. La cloche est sonnée publiquement pour la première fois à midi pendant la fête nationale et est installée dans la rotonde de l'hôtel de ville le 5 mai 1964,,.
| Image externe |                                                                                        |
|               | Explosion de la Liberty Bell en 1970 – Extérieur de l’hôtel de ville, Portland, Oregon |

Le 21 novembre 1970, une bombe qui avait été placée sous la cloche explose, endommageant le colonnes du portique est de l'hôtel de ville, brisant les vitres et détruisant la réplique de la cloche,. Personne n'est blessé, mais des « éclats de la cloche sont expulsés partout au travers du portique principal ». Le crime n'est toujours pas résolu ; personne n'a revendiqué la responsabilité ou n'a été poursuivi pour l'explosion,. En 1993, le journal régional The Oregonian déclare : « Les spéculations les plus vives et les plus virulentes ont imputé l'explosion à des terroristes de gauche ou de droite, en fonction, bien entendu, des convictions politiques des accusateurs. D'autres ont supposé qu'il s'agissait d'une farce monumentale qui échappait à tout contrôle. »
La deuxième réplique de la Liberty Bell est située à l'extérieur du portique est de l'hôtel de Ville, près de l'intersection de la Southwest Fourth et de Madison Street et en face de la Terry Schrunk Plaza (en). Des dons privés totalisent 8 000 $ et permettent d'acheter une nouvelle cloche pour 6 000 $ qui est installée peu de temps après l'explosion (vers 1972),. La cloche est également désignée comme un cadeau des philadelphiens aux écoliers de Portland. Elle est elle aussi fabriquée à la Fonderie McShane de Baltimore. La réplique est consacrée le 6 novembre 1975. Elle est examinée et considérée comme « treatment needed » (besoins de traitement) par le programme Save Outdoor Sculpture! de la Smithsonian Institution en octobre 1993. Le Département des Affaires des anciens combattants de l'Oregon classe la cloche comme monument des anciens combattants.

## Description et accueil

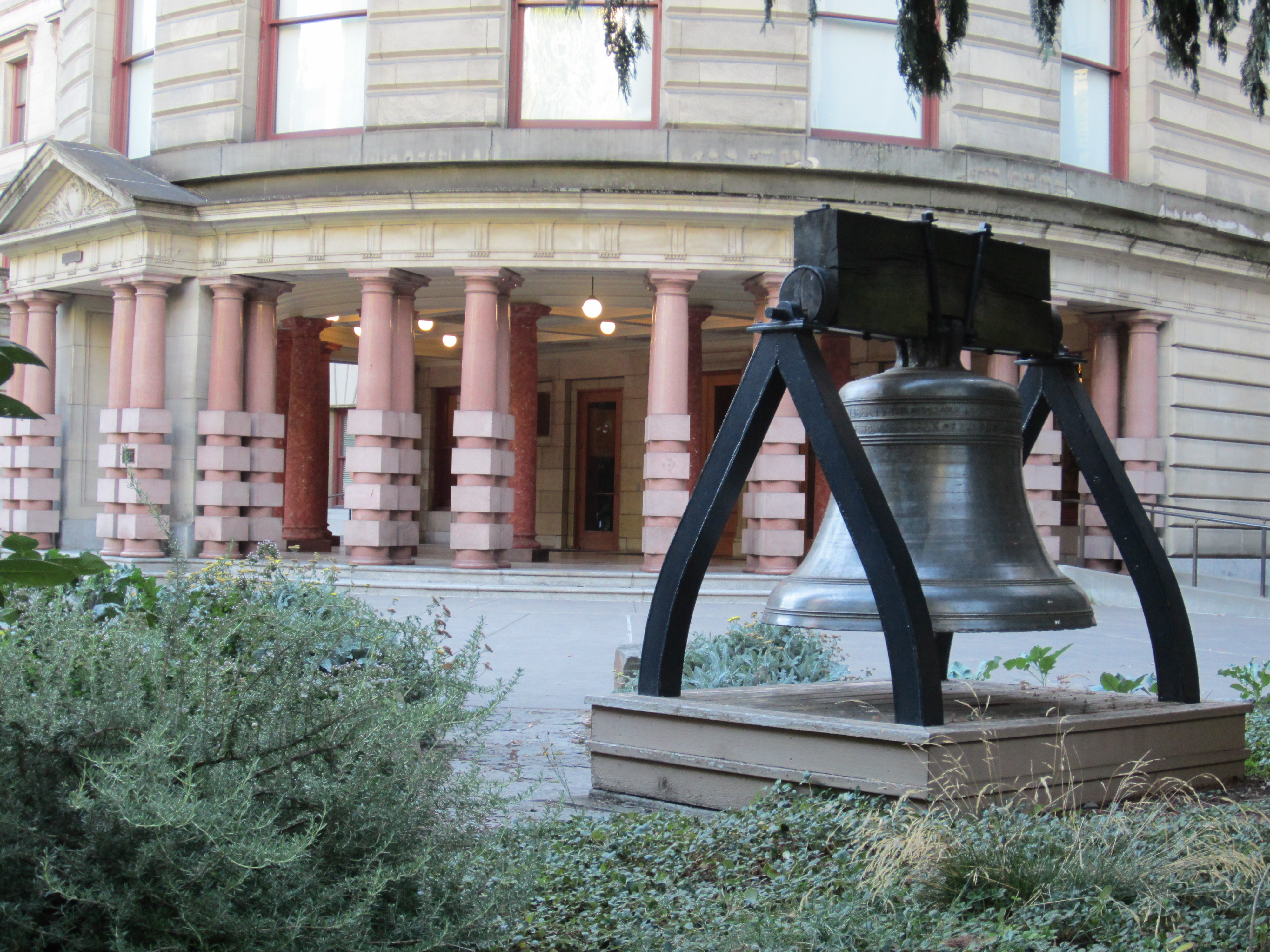
La cloche à l’extérieur du portique est de l’hôtel de ville en 2012.

La sculpture d'environ 910 kg est faite du Best Genuine Bell Metal, un alliage de cuivre à 16 % mininum et mesure approximativement 1,7 m par 1,7 m par 1,6 m. Elle est fixée à une poutre horizontale soutenue par deux supports en forme de V. La base est faite de bois, de métal et de briques. Elle mesure environ 0,33 m par 1,93 m par 1,38 m. Le côté ouest de la cloche présente l'inscription « Pass and Stow/Philada/MDCCLIII ». Le texte en relief sur le haut de la cloche indique : « PROCLAIM LIBERTY THROUGHOUT ALL THE LAND UNTO ALL THE INHABITANTS THEREOF LEV. XX VVX. / BY ORDER OF THE ASSEMBLY OF THE PROVINCE OF PENNSYLVANIA FOR THE STATE HOUSE IN PHILADA. » La marque de la fonderie est également inscrite. La Smithsonian Institution catégorise l’œuvre comme étant une allégorie civile de la liberté.
La cloche est incluse dans les guides de visites à pied de Portland.

## Compléments